# Чернавода
Чернавода (рум. Cernavodă, буг. Черна Вода) град је у у југоисточном делу Румуније, у историјској покрајини Добруџа. Чернавода је пети по величини град у округу Констанца.
Чернавода према последњем попису из 2002. године имала 18.915 становника.

## Географија
Град Чернавода је смештен у западном делу Добруџе, на Дунаву. Седиште округа и Добруџе, град Констанца, налази се 60 km источно.
Град на налази на улазу у Канал Чернавода-Негру Вода, на месту где равничарско подручје на северу прелази у побрежје ка југу. Град је саобраћајно добро постављен на важном саобраћајном правцу Букурешт - Констанца.

## Становништво
У односу на попис из 2002., број становника на попису из 2011. се смањио.
| 1966.  | 1977.  | 1992.  | 2002.  | 2011.  |
| ------ | ------ | ------ | ------ | ------ |
| 11.259 | 13.608 | 22.043 | 20.514 | 17.022 |

Чернавода се налази у национално мешовитој Добруџи. Мада Румуни чине претежно становништво, у малом уделу су присутни и Турци, Татари и Роми.